# Pellegrino Tomaso Ronchi

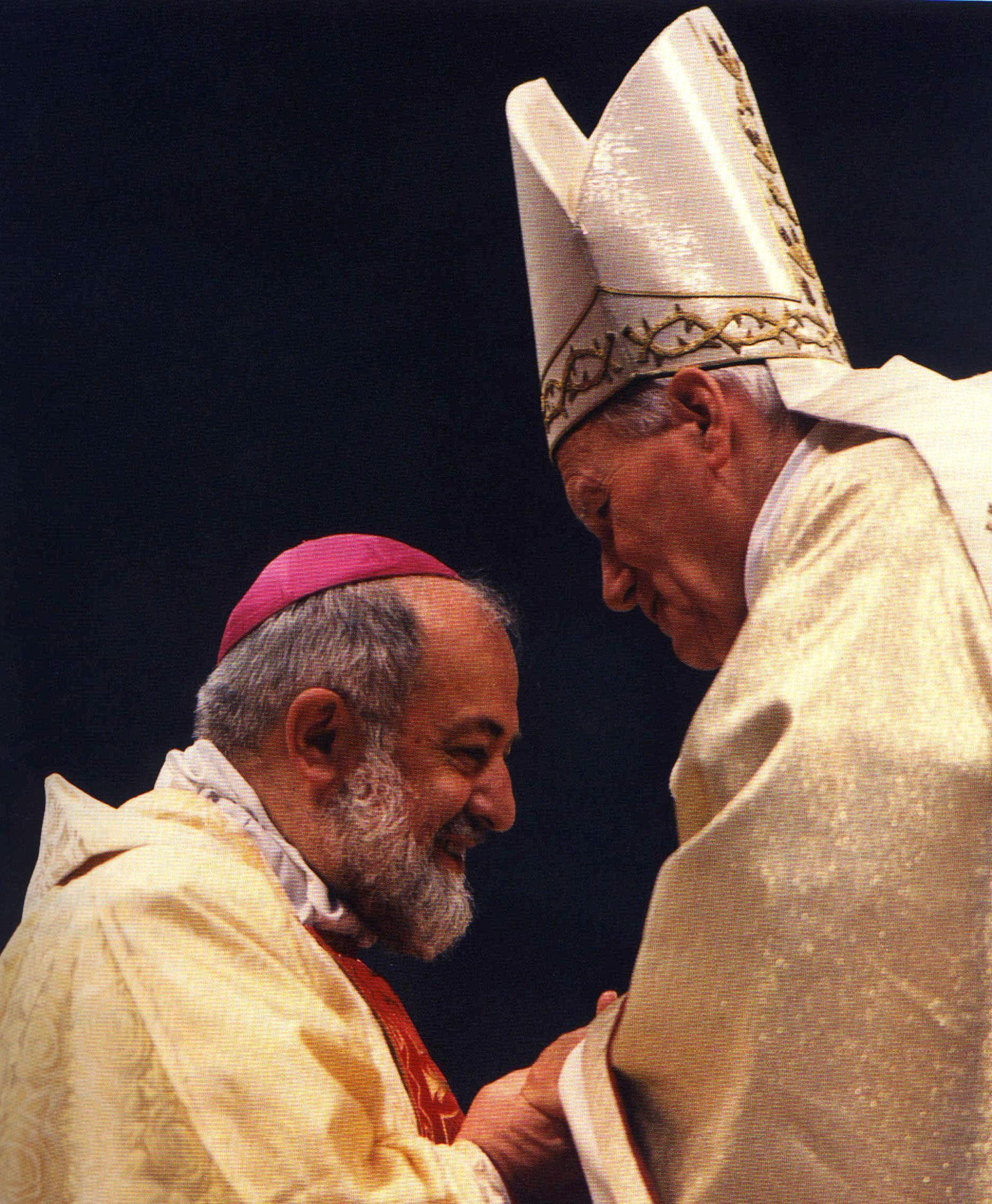
Pellegrino Tomaso Ronchi und Johannes Paul II.

Bischofswappen von Pellegrino Tomaso Ronchi

Pellegrino Tomaso Ronchi OFMCap (* 19. Januar 1930 in Riolo Terme, Italien; † 24. Oktober 2018 in Perugia) war ein italienischer Ordensgeistlicher und römisch-katholischer Bischof von Città di Castello. 

## Leben
Pellegrino Tomaso Ronchi trat der Ordensgemeinschaft der Kapuziner bei und empfing am 21. März 1953 in Faenza die Priesterweihe. Er studierte als Alumne des Collegio internazionale di Roma  Kirchenrecht an der Päpstlichen Universität Urbaniana, wo er 1956 seinen Abschluss als Propaganda Fide-Priester machte. 
Er war Professor und Regens an der Ordenshochschule der Kapuziner in Bologna. 1960 wurde er Missionar, Sekretär und Kanzler des Bischofs in Lucknow, Indien. Nach dem Tode von Bischof Corrado De Vito war er Hauptvikar des Bistums. 1972 kehrte er nach Italien zurück und wurde von der Kongregation für die Evangelisierung der Völker zum Rektor des Kollegiums von Propaganda Fide berufen. 
Papst Johannes Paul II. ernannte ihn am 7. Dezember 1984 zum Bischof von Porto e Santa Rufina. Der Papst persönlich spendete ihm am 6. Januar des nächsten Jahres die Bischofsweihe; Mitkonsekratoren waren die Kurienerzbischöfe Eduardo Martínez Somalo, Substitut des Staatssekretariates, und Duraisamy Simon Lourdusamy, Sekretär der Kongregation für die Evangelisierung der Völker.
Von seinem Amt trat er aus gesundheitlichen Gründen am 9. November 1985 zurück und zog sich ins Kloster San Giuseppe in Bologna zurück. Am 7. Februar 1991 wurde er durch Johannes Paul II. zum Bischof von Città di Castello ernannt und am 9. März desselben Jahres in das Amt eingeführt. Am 16. Juni 2007 nahm Papst Benedikt XVI. seinen altersbedingten Rücktritt an.